# Гуала
Гуа́ла, колпачок — несъёмная вставка (как правило, пластиковая) в бутылочном горлышке. Содержит клапан, блокирующий обратный поток жидкости и не позволяющий наполнить бутылку вновь. Первоначально использовался для дорогих спиртных напитков, продающихся в барах порционно, с целью предотвратить мошенничества барменов (разбавление, подмена более дешёвыми сортами и тому подобное). В настоящее время широко применяется и в массовой продукции в целях борьбы с фальсификацией.
Вопреки устоявшемуся мнению, классический колпачок гуала не предназначен для упрощения разлива или дозировки, хотя в прейскурантах упаковочных компаний обычно фигурирует, как «колпачок-дозатор». Однако существуют комбинированные колпачки с выдвижными носиками и тому подобными приспособлениями, которые действительно сочетают обе функции.
Название колпачка происходит от названия итальянской компании Guala Closures, старейшего и крупнейшего производителя соответствующей продукции, в отечественной практике превратилось в имя нарицательное (аналогично аспирину и памперсу), то есть применяется к колпачкам любых производителей.